# لاگوآ دوس گاتوس
لاگوآ دوس گاتوس (به پرتغالی: Lagoa dos Gatos) یک منطقهٔ مسکونی در برزیل است که در پرنامبوکو واقع شده‌است. لاگوآ دوس گاتوس ۲۳۳٫۱۶ کیلومتر مربع مساحت و ۱۶٬۳۱۸ نفر جمعیت دارد و ۴۶۴ متر بالاتر از سطح دریا واقع شده‌است.